# Det svenske køkken
Det svenske køkken (svensk: det svenska köket) er traditionel mad fra Sverige. Grundet landets store areal, der går fra nord til syd, er der regionale forskelle mellem Norrland og Sydsverige.
Historiske har man i områderne langt mod nord spist meget kød som rensdyr og andet vildt, hvor flere rette har rødder i samisk kultur, mens friske grøntsager har spillet en større rolle mod syd. Mange traditionelle retter består af simple smage med kontrast, som eksempelvis de traditionelle kødboller med brun føldesovs og syrlig tyttebærsyltetøj.
Blandt berømte svenske retter er surströmming, janssons fristelse, bøf lindström, kroppkaka, pyttipanna, samt bagt mad som hönökaka og knækbrød, ost som västerbottensost og herrgårdsost.

## Måltider
De svenske måltider øflger meget de danske og består af morgenmad (frukost), en let frokost før middag (lunch) og et større hovedmåltid til aftensmad (middag) omkring seks eller syv om aftenen. Det er også almindeligt at få en snack, ofte en sandwich eller frugt, mellem måltiderne (mellanmål).
De fleste svenskere har en kaffepause om eftermiddagen, sammen med et stykke kage (fika). I alle grundskoler, og i mange gymnasieskoler, bliver der serveret et varmt måltid som en del af landets velfærdssystem. Ifølge den svenske skolelov skal dette måltid være næringsrigt.